# Luzzu (Film)
Luzzu ist ein Filmdrama von Alex Camilleri, das Ende Januar 2021 beim Sundance Film Festival seine Premiere feierte und im weiteren Verlauf des Jahres bei vielen weiteren Filmfestivals weltweit vorgestellt wurde. Luzzu wurde von Malta als Beitrag für die Oscarverleihung 2022 in der Kategorie Bester Internationaler Film eingereicht.

## Handlung

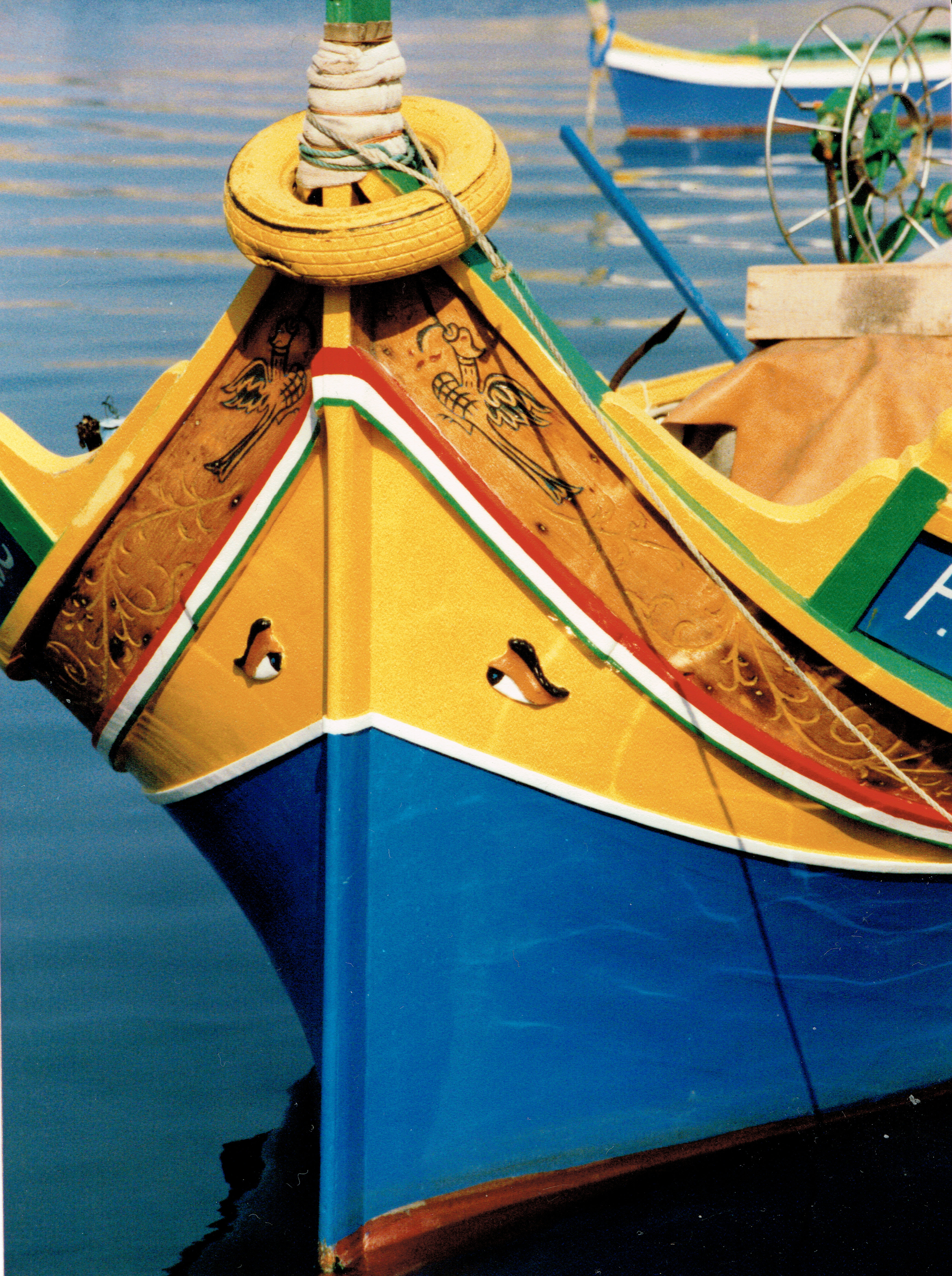
Als Luzzus bezeichnet man die typischen Fischerboote auf Malta

Jesmark, ein maltesischer Fischer, hat in seinem hölzernen Luzzu-Boot ein Leck entdeckt. Er kommt eh kaum durch und sieht seinen Lebensunterhalt und die von ihm fortgeführte Familientradition gefährdet, auch wegen stetig sinkenden Fangs, einer rücksichtslosen Fischereiindustrie und einem kaputten Ökosystem. In seiner Verzweiflung steigt er in die illegale Schwarzmarktfischerei ein, um so für seine Frau und ihren neugeborenen Sohn zu sorgen, der krank ist.

## Produktion

### Filmstab und Besetzung
Regie führte Alex Camilleri, der auch das Drehbuch schrieb.
Hauptdarsteller Jesmark Scicluna ist ein maltesischer Fischer und kein professioneller Schauspieler. David Scicluna, der in der Rolle seines Mentors und des alten Kumpels seines Vaters zu sehen ist, ist der Cousin von Jesmark Scicluna. Michela Farrugia spielt seine Freundin Denise. Yuric Allison spielt seinen Fischerkollegen Kevin, der ihm von den EU-Geldern erzählt, die er für die Stilllegung seines Bootes erhalten hat.

### Filmmusik und Veröffentlichung
Die Filmmusik wurde von Jon Natchez der Indie-Rockband The War on Drugs komponiert. Mitte Oktober 2021 veröffentlichte Little Twig Records ein Soundtrack-Album mit 19 Musikstücken als Download.
Eine erste Vorstellung erfolgte am 30. Januar 2021 beim Sundance Film Festival. Kurz zuvor wurde ein erster Trailer vorgestellt. Ende April, Anfang Mai 2021 wurde er im Rahmen der Reihe New Directors / New Films gezeigt, einem gemeinsamen Filmfestival des New Yorker Museum of Modern Art und der Film Society of Lincoln Center. Der erste Trailer wurde Mitte August 2021 wurde er beim Filmfestival Karlovy Vary und beim norwegischen Filmfestival in Haugesund gezeigt. Am 15. Oktober 2021 soll der Film in ausgewählte US-Kinos kommen. Anfang November 2021 wird er beim Braunschweig International Film Festival gezeigt.

## Rezeption

### Kritiken
Der Film stieß bislang auf die Zustimmung von 98 Prozent aller Kritiker bei Rotten Tomatoes bei einer durchschnittlichen Bewertung von 7,8 der möglichen 10 Punkte. Auf Metacritic erhielt er einen Metascore von 78 von 100 möglichen Punkten.
Hoai-Tran Bui von Slash Film schreibt, es sei nicht falsch, dass Luzzu von einer neorealistischen Fabel, bei der Alex Camilleri stark mit natürlichem Licht arbeitet, um ein fast dokumentarisches Gefühl zu erzielen, zum Kriminalfilm wechselt. Das Sisyphusbild eines Mannes, der mit einem klapprigen Holzboot die Flut des Wandels zurückhält, erinnere an die Anfänge einer griechischen Tragödie, und das Leck im Luzzu markiere den Eintritt in die reale Welt. Jesmark Scicluna spiele den Fischer als gequälten Mann, der in der unaufhaltsamen Flut des Wandels gefangen ist, der seinen Kopf immer tiefer in den Sand drückt. Bui verweist in Bezug auf Veränderungen und Anpassungen an diese auf eine Szene am Ende des Films, als Jesmark seinem Sohn ein altes Gleichnis von einem Boot erzählt, dessen Teile nach und nach ersetzt werden, bis nichts mehr vom ursprünglichen Boot übrig ist, und er selbst keine Antwort auf die Frage hat, ob es immer noch das gleiche Boot ist.
Carlos Aguilar bemerkt in der Los Angeles Times, Jesmark Scicluna einfach als Laiendarsteller zu bezeichnen, scheine untertrieben. Ein „bisher unentdecktes angeborenes Talent“ sei eine bessere Beschreibung dessen sonnengebräunte Haut und nachdenklicher Ausdruck ihn als rauen, jedoch nicht unsympathischen Mann wirken ließen. Dabei sei sein Spiel außergewöhnlich subtil, dennoch bringe der die in ihm aufgestaute Wut zum Ausdruck.

### Auszeichnungen
Luzzu wurde von Malta als Beitrag für die Oscarverleihung 2022 in der Kategorie Bester Internationaler Film eingereicht. Der Film befindet sich auch in einer Vorauswahl für den Europäischen Filmpreis 2021. Im Folgenden eine Auswahl weiterer Auszeichnungen und Nominierungen.
Braunschweig International Film Festival 2021
- Nominierung für den Publikumspreis[20]

Independent Spirit Awards 2022
- Auszeichnung mit dem Someone to Watch Award[21]

Sofia International Film Festival 2021
- Auszeichnung mit dem Young Jury Award im internationalen Wettbewerb (Alex Camilleri)[22]

St. Louis International Film Festival 2021
- Auszeichnung als Bester Spielfilm[23]

Sundance Film Festival 2021
- Nominierung für den Grand Jury Prize im World Cinema Dramatic Competition (Alex Camilleri)
- Auszeichnung mit dem World Cinema Dramatic Special Jury Award for Acting (Jesmark Scicluna)[24]